# Bioorganic & Medicinal Chemistry Letters
Bioorganic & Medicinal Chemistry Letters (abrégé en Bioorg. Med. Chem. Lett.) est une revue scientifique à comité de lecture. Ce journal bihebdomadaire inclut des revues et des articles de recherches originales sous forme de communications à l'interface de la chimie et de la biologie.
D'après le Journal Citation Reports, le facteur d'impact de ce journal était de 2,42 en 2014. Le directeur de publication est D.L. Boger (Scripps Research Institute, États-Unis).